# Zdeněk Pospěch
Zdeněk Pospěch (Opava, República Checa, 14 de diciembre de 1978) es un exfutbolista checo. Jugaba de defensa y su primer y último equipo fue el SFC Opava.

## Trayectoria
Pospěch empezó su carrera profesional un equipo de su ciudad natal, el SFC Opava. Ante la falta de minutos el equipo lo cede al FC Dukla Hranice y al FK Fotbal Třinec. A su regreso consigue hacerse un hueco en el equipo titular.
En 2001 ficha por el FC Baník Ostrava, equipo con el que debuta en la Gambrinus liga. Con este club consigue un título de Liga y una Copa de la República Checa.
En 2005 ficha por el Sparta Praga, equipo con el que se proclama campeón de Copa en dos ocasiones.
El 23 de enero de 2008 se marcha a jugar a la Liga danesa con el FC Copenhague, club que realizó un desembolso de 1,9 millones euros para ficharlo.

## Selección nacional
Ha sido internacional con la selección de fútbol de la República Checa en 31 ocasiones. Su debut como internacional se produjo el 17 de agosto de 2005 en un partido contra Suecia (1-2), en el que saltó al campo para disputar la segunda mitad del partido.
Fue convocado para participar en la Eurocopa de Austria y Suiza de 2008, aunque no llegó a disputar ningún encuentro.

## Clubes
| Club               | País            | Año       |
| ------------------ | --------------- | --------- |
| SFC Opava          | República Checa | 1996-1997 |
| FC Dukla Hranice   | República Checa | 1997-1998 |
| FK Fotbal Třinec   | República Checa | 1998-1999 |
| SFC Opava          | República Checa | 1999-2001 |
| FC Baník Ostrava   | República Checa | 2001-2005 |
| AC Sparta Praga    | República Checa | 2005-2008 |
| FC Copenhague      | Dinamarca       | 2008-2011 |
| 1. FSV Maguncia 05 | Alemania        | 2011-2014 |
| SFC Opava          | República Checa | 2014-2018 |

## Palmarés

### Campeonatos nacionales
| Título                     | Club             | País            | Año  |
| -------------------------- | ---------------- | --------------- | ---- |
| Gambrinus liga             | FC Baník Ostrava | República Checa | 2004 |
| Copa de la República Checa | FC Baník Ostrava | República Checa | 2005 |
| Copa de la República Checa | AC Sparta Praga  | República Checa | 2005 |
| Copa de la República Checa | AC Sparta Praga  | República Checa | 2007 |

- Datos: Q169063
- Multimedia: Zdeněk Pospěch / Q169063